# Svatá trojice (kuchařství)

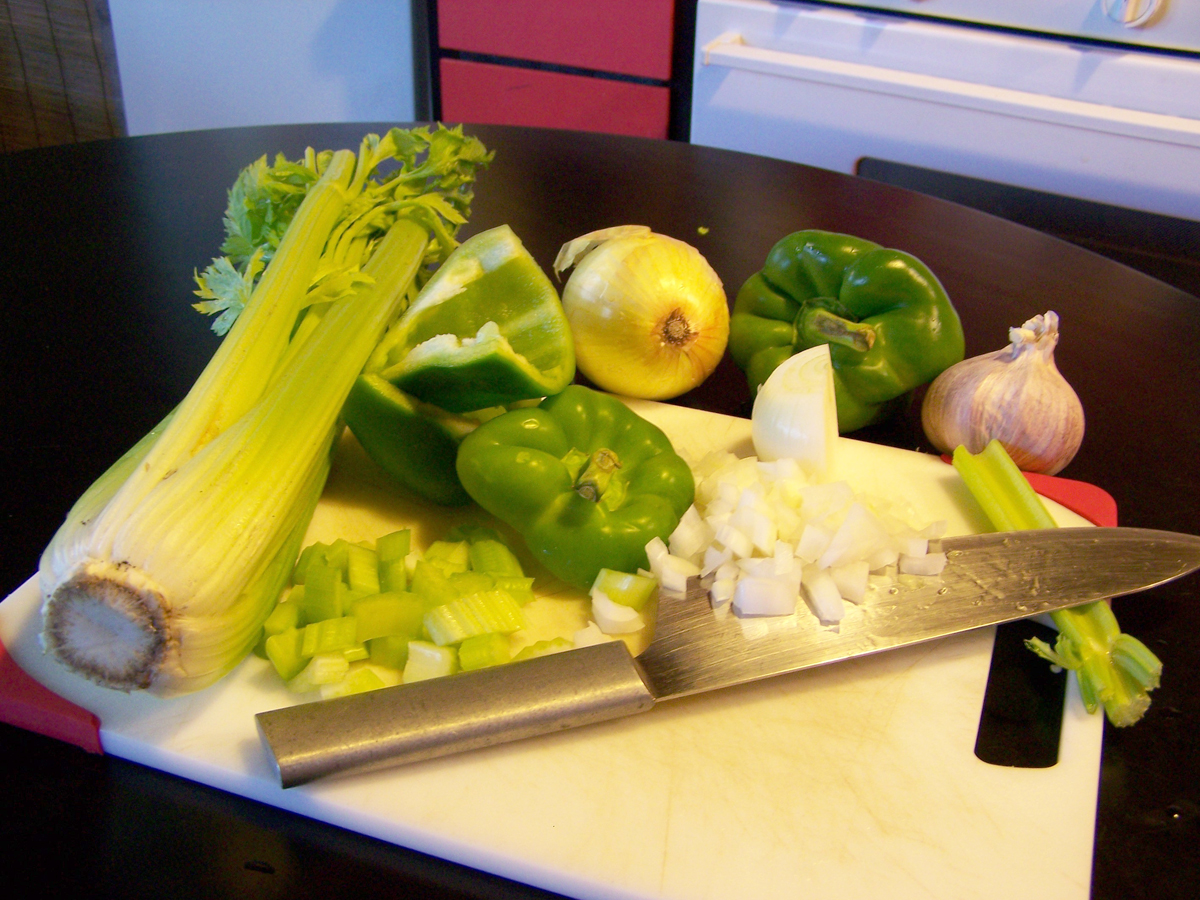
Svatá trojice

Svatá trojice jako kulinářský termín označuje ve svém původním významu specificky krájenou cibuli, papriku a celer, smíchané v hrubém poměru 1:2:3 a používané jako základ pro vaření v kuchyni Akádie a kreolské Louisiany. Příprava klasických akadijských/kreolských jídel jako étouffée, gumbo a jambalaya vždy začíná ze základu této svaté trojice. Podobná kombinace zeleniny je známá jako "mirepoix" ve francouzské kuchyni. V dalších jazycích jsou používány tyto výrazy: "refogado" v portugalštině, "soffritto" v italštině a "sofrito" ve španělštině.
Tento pojem může také obecněji označovat tři základní ingredience té či oné národní kuchyně, trio specifických přísad, které společně vytvářejí jakousi chuťovou základnu, podobně jako tomu je v původním významu slova "svatá trojice" v louisianské kuchyni. Chuťový základ se často vytváří tím, že se tři (nebo u složitějších základů přinejmenším hlavní tři) aromatické zeleniny, pochutiny nebo kořeniny smaží na pánvi.
Protože dané tři suroviny jsou tak časté v receptech některých národních kuchyní, jsou od nich téměř neoddělitelné a definují typickou příchuť těchto kuchyní. Příprava těchto základních přísad na másle nebo oleji uvolní jejich chuť a ta zase přejde do dalších přísad a surovin. Tato technika se nejčastěji používá při přípravě omáček, čirých i krémových polévek a při smažení na pánvi.

## Využití ve světových kuchyních

### Amerika
- Indiánská kuchyně (zobecněná): Základními jídelními surovinami předkolumbovské Ameriky byly kukuřice, fazole a dýně, které se na poli pěstovaly společně jako tzv. tři sestry.
- Brazilská kuchyně: Brazilská kuchyně Bahia kombinuje palmový olej, kokosové mléko a papričky malagueta a vytváří tak typickou regionální chuť.
- Kubánská kuchyně: Kubánská verze sofrita je založená na trojici česneku, papriky a španělské cibule.[1]
- Mexická kuchyně: Kombinace tří typů sušených čili papriček — ančo, pasilla, a guajillo– se označují za "svatou trojici". Často se používají k ochucení tradičních receptů, jako mexických omáček "mole".[2] Čili papričky společně s kukuřicí a fazolemi jsou definitivní tři základní suroviny mexické kuchyně.[3]

### Afrika
- Západoafrická kuchyně: V kuchyni Ghany a jiných zemí západní Afriky je trojice zahrnující chilli papričky (většinou habanera nebo scotch bonnet), cibuli a rajčata téměř posvátnou kombinací přísad, tvořících základ velkého množství polévek a omáček používaných v dané oblasti.[4][5]

### Asie
- Čínská kuchyně: Definitivní trojicí čínské kuchyně je šalotka, zázvor a česnek.[6][7] Příkladem může být například jídlo yuxiang(魚香),  také označující výslednou omáčku, v které se vaří maso nebo zelenina.
  - Trojice česneku, zázvoru a chilli papričky je další hojnou kombinací ve smažení, která se typicky používá v pálivějších regionálních kuchyních Číny.[8]
  - V sečuánské kuchyni se používá recept známý jako "trojaké papričky" (三椒), který se považuje za nenahraditelný. Jsou to chilli papričky, pepř sečuánský a pepř bílý. "Tři papričky" jsou to proto, že v čínštině se kořením často říká "paprička" (jiao, 椒), i když se jedná o pepř.
- Filipínská kuchyně:  Ginisâ (v překladu něco jako "zásmažka") je termín z filipínské kuchyně, kterým se označuje česnek, cibule a často též rajčata, které se společně smaží na pánvi; v zásadě jde o variantu španělského sofrita.[9]
- Indická kuchyně: Česnek, zázvor a cibule (první dvě přísady obyčejně mleté nebo zpracované na pyré) se často smaží na pánvi k získání chuťového základu indické kuchyně. Výjimkou jsou některé komunity nebo regionální kuchyně Indie, které tradičně nepoužívají nebo nekombinují tyto přísady. Například vyznavači džinismu se z náboženských důvodů mimo jiné vyhýbají česneku a cibuli.
- Indonéská kuchyně (zobecněná): Ryby, kokosové ořechy a čili papričky se považují za základní přísady indonéské kuchyně.
- Japonská kuchyně: Daši, mirin a šójú (sójová omáčka) se často kombinují jako základ a dochucovadlo mnoha japonských jídel, většinou v přesně odměřených poměrech. Směs daši, sójové omáčky a mirinu v poměru 8:1:1 se nazývá hapodži daši ("univerzální" daši).
- Korejská kuchyně: "Trojice" česneku, ženšenu a kimčchi se považuje za základní kámen korejské kuchyně, i když tradiční korejská jídla tyto tři přísady nikdy nekombinují v jednom jídle. [10]
- Libanonská kuchyně: Základní přísady libanonské kuchyně (a obecněji levantinské kuchyně) jsou česnek, citronová šťáva a olivový olej. Mnohá libanonská jídla lze připravit pouze z těchto tří klíčových přísad.[11]
- Thajská kuchyně: Thajská "svatá trojice" obsahuje kořen galangalu (Alpinia galanga), listy a oplodí kafrové limetky (zvané též mauricijská papeda, Citrus × hystrix) a tzv. citronovou trávu (Cymbopogon citratus), jež jsou základními aromatickými přísadami většiny thajských polévek a kari.[12]

### Evropa
- Francouzská kuchyně: Definitivní trojicí francouzské kuchyně je široce přijímána „mirepoix“ z celeru, cibule a mrkve.
  - chuťový základ másla, smetany a vajec je typický pro klasickou francouzskou haute cuisine s jejím širokým repertoárem bohatých omáček.[13]
  - bouquet garni je ve své základní formě kombinací petržele, tymiánu a bobkového listu, svázaných spolu jako chuťový základ tekutých jídel.
- Italská kuchyně: Definitivní trojicí italské kuchyně je soffritto, neboli základ smažené cibulky, mrkve a celeru, tedy stejných přísad jako u mirepoix. Další kombinací charakteristickou pro italská jídla je rajče, česnek a bazalka, a to zejména na jihu.
- Maďarská kuchyně: Pro maďarskou kuchyni je typická kombinace papriky, sádla a červené cibule.[14][15]
- Řecká kuchyně: Svatou trojicí řecké kuchyně je citrónová šťáva, olivový olej a oregano. Kultivar oregana tradičně používaný v řecké kuchyni se nazývá "horské oregano" (rigani v řečtině).[16]
- Středomořská kuchyně (zobecněná): Chléb, olivový olej a víno se často považují za základní suroviny kuchyně evropské části Středomoří (Řecko,[17] Itálie,[18] Portugalsko,[19] a Španělsko.[20]
- Španělská kuchyně: Sofrito, základ česneku, cibule a rajčat smažených na olivovém oleji, se používá v početných španělských receptech. Sofregit, ekvivalent sofrita v regionální katalánské kuchyni, místo česneku (který může být zcela vynechán) jako třetí přísadu "trojice" více zdůrazňuje olivový olej.